# 베이하이 공원

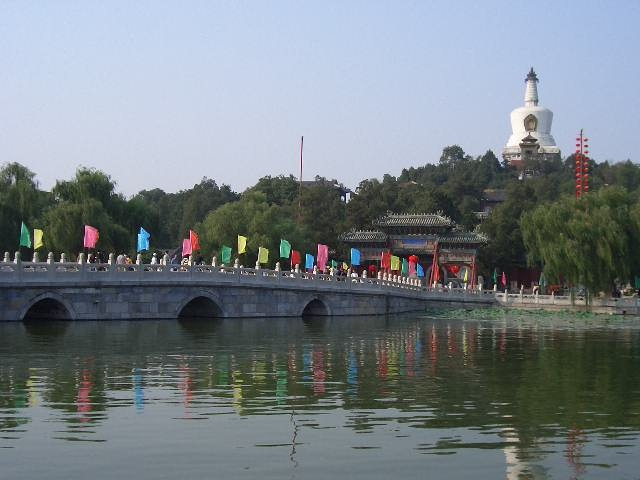
영안사백탑으로 가는 다리.

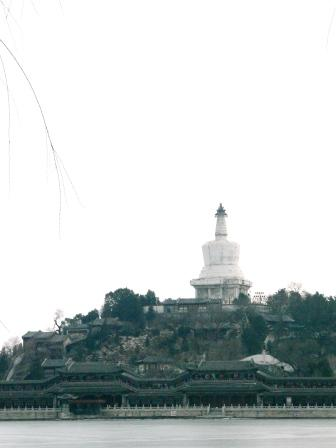
경화도

베이하이 공원(북해공원, 중국어: 北海公园, 병음: Běihǎi Gōngyuán)은 베이징 자금성 북서쪽에 위치한 황실의 정원이다. 10세기 무렵 지어졌는데, 전형적인 중국식 정원을 대표한다. 1911년에 청나라가 망하기 전까지는, 이 지역은 자금성의 일부였다; 1925년부터 일반인에게 공개되었다.
북해공원의 면적은 약 70만m²을 넘는다. 이 중 절반은 연못 혹은 호수이다. 공원 가운데에는 경화도(중국어: 琼华岛)라고 불리는 섬이 있는데, 이 곳의 높이는 가장 높은 곳이 32m이다.
북해공원의 북해(北海)와 대비되는 지역으로 역시 베이징에 중남해(중국어: 中南海 중난하이[*])라는 지역이 있다. 중남해 및 부근은 정치 지도자들의 거처가 있던 곳으로 유명하다.

## 역사
북해공원이 들어선 이래로, 요, 금, 원, 명, 청의 다섯 개 왕조가 흥망했다. 북해공원은 요 대에 처음 건축이 시작된 것으로 알려지고 있다.

## 갤러리

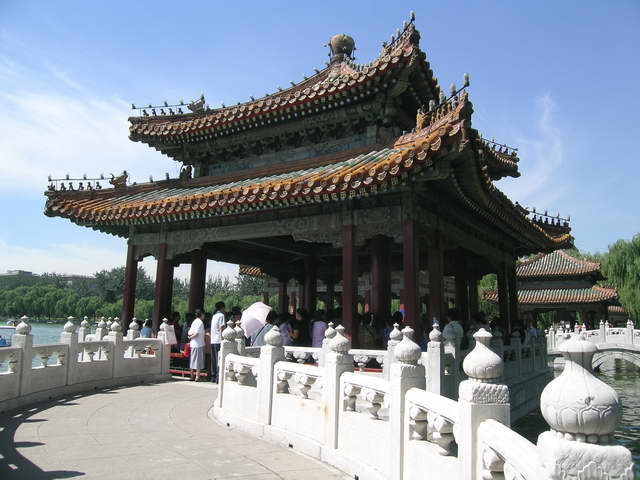
오룡정(五龙亭)
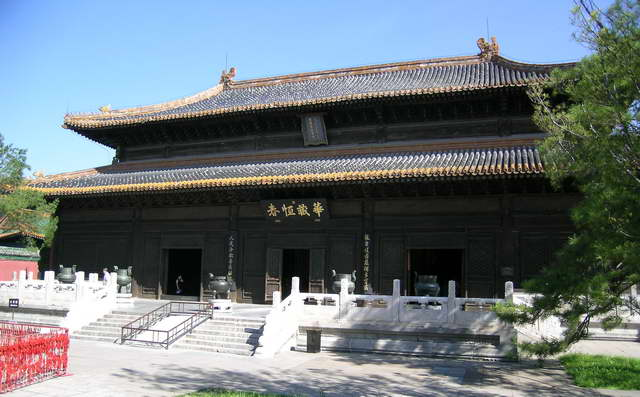
서천범경(西天梵境)
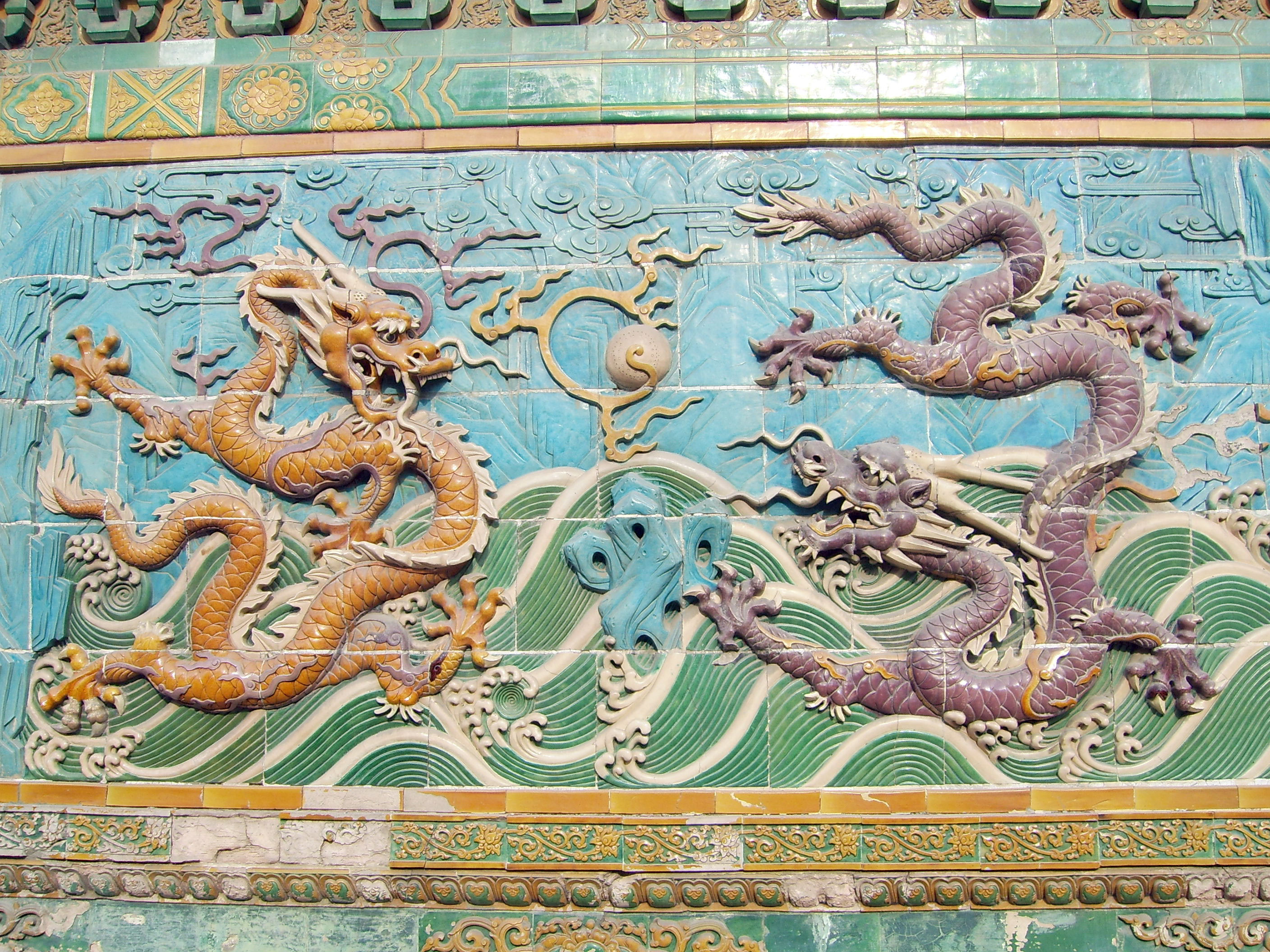
구룡벽 중 두 번째, 이룡희주(二龙戏珠)
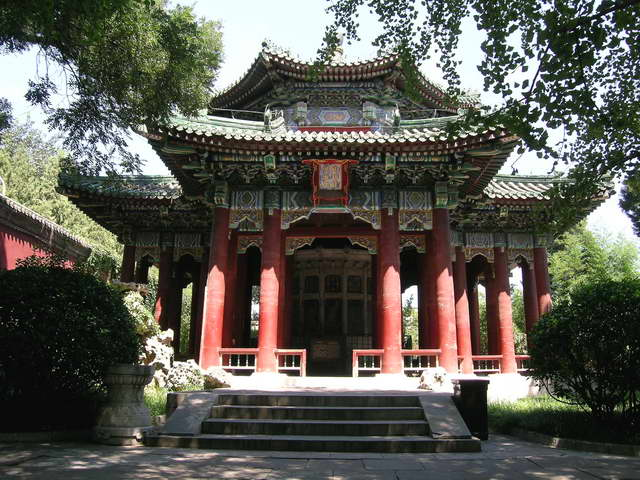
묘상정(妙相亭)

## 같이 보기
- 중난하이
- 이화원
- 원명원
- 명십삼릉